# Living History

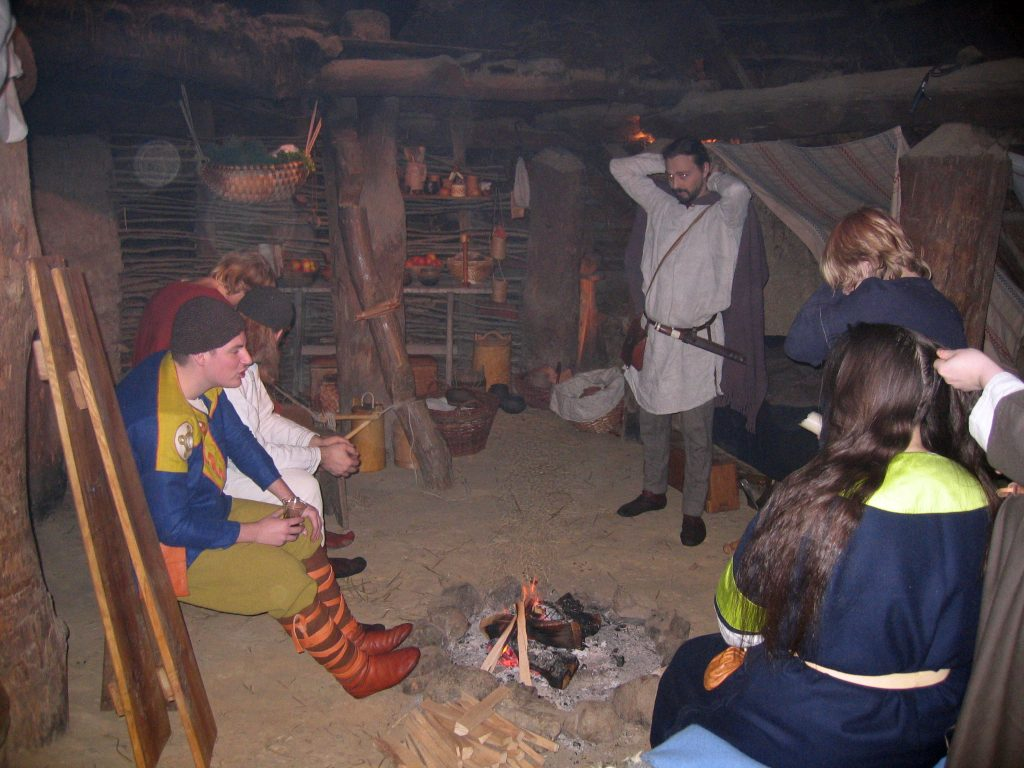
Living History: Belebung eines Hofes des 7. Jh. im Archäologischen Freilichtmuseum Oerlinghausen

Living History (englisch für „gelebte Geschichte“) nennt man die Darstellung historischer Lebenswelten durch Personen, deren Kleidung, Ausrüstung und Gebrauchsgegenstände in Material und Stil möglichst realistisch der dargestellten Epoche entsprechen. Die Darstellung kann im privaten Rahmen oder bei öffentlichen Veranstaltungen stattfinden.

## Definition, Abgrenzung und Herkunft des Begriffes
Der in den deutschen Sprachgebrauch übernommene Begriff Living History ist offiziell nicht exakt definiert und umfasst daher als Überbegriff auch die Experimentelle Archäologie und das Reenactment. Häufig werden auch die Mittelalterszene und das Liverollenspiel LARP in diesem Zusammenhang genannt, obwohl sie eher zum Histotainment zu rechnen sind.
In Nordamerika wird zwischen living history und reenactment kein Unterschied gemacht. Im deutschen Sprachraum lassen sich hingegen folgende Abgrenzungen herleiten. Die Grenzen sind jedoch fließend.
- Living History im engeren Sinne wäre z. B. die Darstellung eines fiktiven Tagesablaufes im Mittelalter, die Erbauung eines germanischen Hauses, die Vorführung alter Handwerkstechniken, das Nachkochen überlieferter Rezepte oder eine Alpenüberquerung in römischer Kleidung. Häufig ist die Vermittlung der dargestellten Inhalte an Zuschauer ein Ziel der Darstellung.[2] Die letztgenannte Aktion fällt aufgrund des experimentellen Charakters auch unter ...
- Experimentelle Archäologie. Hier versuchen Fachleute oder Laien, Techniken oder Abläufe, deren genaue Funktion nicht oder nur noch bruchstückhaft überliefert sind, praktisch nachzuvollziehen. Das kann z. B. der Bau eines seetüchigen Wikingerschiffes oder die Kultivierung alter Getreidesorten auf historische Weise sein. Während diese beiden Beschäftigungen mit Geschichte und Archäologie sich allgemein auf vergangene Lebenswirklichkeiten beziehen, nimmt das ...
- Reenactment immer auf ein tatsächliches Ereignis in der Vergangenheit Bezug, indem z. B. eine konkrete Schlacht nachgespielt wird. Dabei tritt die Vermittlung an Dritte in den Hintergrund, da der Reenactor bestrebt ist, in dem darzustellenden geschichtlichen Ereignis vollkommen aufzugehen, so dass wenig Zeit für Aufklärung bei eventuell vorhandenen Zuschauern bleibt. Wenn bei den Darstellern der Spaß an historischen oder historisierenden Verkleidungen oder Fantasie-Rollenspielen im Vordergrund steht, spricht man eher von der ...
- Mittelalterszene, eine Szene, bei der die Grenzen sehr verwaschen sind. Grundsätzlich wird sie dem Histotainment zugeordnet, doch ist sie nicht darauf begrenzt. Es geht von der Belebung eines Ortes durch reine Anwesenheit (Histotainment) über die Darstellung eines Söldnerlagers und den weit verbreiteten Schwertkampf (Living History) bis zur Nachstellung von Schlachten (Reenactment). Die Authentizität der Mitwirkenden bzw. der Darstellungen historischer Gegebenheiten und Schlachten können von sehr guter bis eher kreativer Qualität vorliegen.
- LARP/Liverollenspiel, bei dem weniger bis gar kein Wert auf Authentizität gelegt wird. Hier findet die unwissenschaftliche Darstellung fiktiver Szenarien statt, dafür steht eher der Spaßfaktor für die Mitwirkenden im Vordergrund.

Der englische Begriff Living History steht für den Versuch, fiktionale historische Stoffe, sogenannte generische Ereignisse unter wissenschaftlichen Voraussetzungen aufzuarbeiten. Er entwickelte sich aus der Theorie der Historiographie, die der Philosoph und Historiker Robin George Collingwood für das historische Reenactment aufgestellt hat. Nach Collingwood kann Geschichte nur durch das Wiedererleben verstanden werden. Living History sollte daher nach seiner Auffassung „gelebte Geschichte“ sein, die auf Basis eines wissenschaftlichen Ansatzes ganze geschichtliche Epochen verständlich und vermittelbar macht.

## Geschichte und Entwicklung
Seit dem Beginn der Geschichtsforschung in der frühen Neuzeit waren nicht nur Fachleute, Historiker, Naturforscher und Gelehrte an neuen Erkenntnissen beteiligt, sondern auch Hobbyisten, Dilettanten und Privatleute, für die eine praktische Beschäftigung mit historischen Inhalten – auch außerhalb von Museen – einen großen Reiz ausübte.
Ein frühes Beispiel für die mit Living History verbundenen Überlegungen gilt Guido Lists Buch Der Wiederaufbau von Carnuntum (Wien 1900). List wollte bei der Rekonstruktion des früheren Carnuntum nicht nur Personal (Gastwirte, Verkäufer, Ordnungsdienst), sondern auch die Besucher in historische Gewänder hüllen. Lists Beschreibung der Gewandung als zentralem Element, das einem ermöglicht, die Zeiten zu wechseln und in ein anderes Alter Ego zu schlüpfen, ist bis heute aktuell. List, ein Neuheide und esoterischer Rassenkundler, sah ebenfalls spirituelle Aspekte der Einweihung und der Reinigung vor, die Neuankömmlinge den historischen Zugang vertiefen sollten.
Living History ist in den USA seit den 1930er Jahren als Bestandteil der museumspädagogischen Praxis entstanden. Einen richtungsgebenden Einfluss hatte Freeman Tilden mit seinem Buch Interpreting Our Heritage (1957), in dem er grundlegende Prinzipien der Interpretation von Natur und Kultur (engl. Heritage Interpretation) formulierte. Tilden erkannte bei den Besuchern der Nationalparks, dass man das Wesen der Natur in ihrer Gesamtheit am ehesten begreift, wenn man eine möglichst unverfälschte Landschaft am eigenen Leib und ohne den Zwang der Nützlichkeit selbst erlebt. Diese Erkenntnis ließ sich auch auf das Wesen der Kultur übertragen. Insofern soll Living History auch Ausschnitte vergangener Lebenswelten „am eigenen Leib und ohne den Zwang der Nützlichkeit“ begreifbar machen.
Im deutschsprachigen Raum liegen die Wurzeln des Living History durch Laien vornehmlich in England, wurden aber auch durch amerikanische Soldaten in Deutschland gefördert. Erste Vorläufer waren Westerngruppen, die sich in Deutschland seit Ende des 19. Jahrhunderts gründeten. Einen Anstoß hierzu gab zudem der Schriftsteller Karl May mit seinen Cowboy- und Indianerromanen, der maßgeblich das Indianerbild im deutschen Sprachraum prägte. Die Darstellung der europäischen Geschichte begann in Deutschland in den 1970er Jahren im Kontext der Hippiekultur und entsprechender Strömungen in der Musik. Mit dieser Tendenz sind Namen wie Johannes Faget alias Johannes Fogelvrei oder Musikgruppen wie Elster Silberflug verbunden. Eine der ältesten und bekanntesten Mittelalterveranstaltungen ist das Mittelalter- und Ritterfest auf Burg Satzvey in der Eifel.
Vor allem in der DDR führten Wild-West- und Mittelalterclubs bald zu einer umfangreichen Subkultur zwischen Konsumverweigerung, Geborgenheit und einem idealisierten Geschichtsbild, das oftmals mehr der Phantasie als der Realität entsprang. In der Bundesrepublik ging die professionellere Darstellung in den 1980er Jahren aus der bereits etablierten Mittelalterszene hervor. Seit den 1990er Jahren kann man hier durchaus von einem Boom sprechen, wie die stetig wachsende Zahl von Internetseiten aus der Szene belegt. Man schätzt die Anhängerschaft in Deutschland auf mehrere zehntausend Personen, wobei ein Überblick nur sehr schwer zu erhalten ist und die Übergänge zu historisierenden Gruppierungen stark verwischt sind. In der Schweiz ist Living History dagegen seltener.
Die Entwicklung der fast unüberschaubaren Szene zwischen Mittelaltermarkt, Living History, Reenactment und Eventindustrie ist schwer zu fassen und wird selten dokumentiert. Dazu kommt, dass sie sehr schnell und nicht linear verläuft.

## Einordnung
Die Ursache für die Entstehung von Living History als intensiv betriebene Freizeitbeschäftigung ist neben dem grundsätzlichen Interesse an Geschichte vermutlich das Bedürfnis, nicht nur Informationen aus Museen und Büchern zu konsumieren, sondern aktiv mitzudenken und die eigenen Interessen und Gedanken einzubringen. Seit ihrer Entstehung in der Zeit der Hippies bilden Living History und Reenactment vor allem eine Subkultur für junge Leute, die so Gelegenheit finden, sich insbesondere durch die ungewöhnliche Kleidung von der übrigen Gesellschaft abzuheben. Dennoch sind beim Living History die Altersgruppen breiter gestreut als bei anderen vergleichbaren Subkulturen (wie etwa dem Liverollenspiel). Living History besitzt ein eigenes Vokabular und definiert sich immer wieder neu. Typisch sind auch die Konflikte in und zwischen verschiedenen Gruppen über den gewünschten oder angestrebten Grad der Authentizität.
Auf Living History-Veranstaltungen wird dem Schaukampf oftmals ein gewichtiger Anteil eingeräumt, der von professionellen Darstellern mit manchmal bis zu mehreren tausend Teilnehmern vorgeführt wird. Dieser Teil von Living History ist ein eigener Unterbereich der jeweiligen Darstellung aus international organisierten Gruppen mit festen Kampfregeln und dem Anspruch, tatsächliche historische Waffengänge möglichst originalgetreu wiederzugeben.

## Themen
Neben dem ganz persönlichen Nutzen als sinn- und freudvolle Freizeitbeschäftigung stecken sich einige Living-History-Darsteller seit einiger Zeit das Ziel, Interesse für Geschichte zu wecken. Bei einer Tagung seriöser Living-History-Darsteller in Bonn im Juli 2009 wurde versucht, die Ziele und Ansprüche genauer zu definieren. Living History soll an die Lebenswelt, die Erfahrungen und Erinnerungen der Besucher anknüpfen, Beziehungsgeflechte aufzeigen und den Besucher als ganzen Menschen wahrnehmen. Nicht Daten und Fakten, sondern der Mensch und seine Lernerfahrung sollten im Mittelpunkt stehen. So müssen die Akteure – „costumed interpreters“ – zwar über akademisches Wissen verfügen, aber sie dürfen nicht wie Akademiker kommunizieren (R. Schörken 1995, Begegnungen mit Geschichte). Für die breite Öffentlichkeit braucht es andere Kommunikations- und Präsentationstechniken, die von der klassischen Rhetorik bis zur Schauspielerei reichen. Diese manchmal spielerisch wirkenden Darstellungsformen von Geschichte müssen in ihrem Wahrheitsgehalt nicht zwangsläufig hinter dem klassischen Forschungsbericht zurückstehen und sind deshalb legitim (J. Fried 2007, Zu Gast im Mittelalter). Ein costumed interpreter muss seinem Publikum auf Augenhöhe entgegentreten und sich ihm immer wieder aufs Neue anpassen. So benötigt er neben viel Erfahrung im Umgang mit Menschen aller Altersklassen und Bildungsschichten auch ein entsprechendes didaktisches Vorwissen. Vor allem anderen jedoch muss er Leidenschaft besitzen – für die Geschichte und für sein Publikum (L. Beck & T. Cable 2002, Interpretation for the 21st century).
Living History wird in der Regel in Gruppen verschiedener Größe betrieben. Die Gruppen versuchen einen bestimmten Grad von Authentizität zu erreichen. Dabei reicht die Skala von sehr billigen Kleidern (die Mittelalterszene spricht oft von „Gewandung“) bis hin zu Gegenständen, die mit höchster Akribie nach originalen Vorbildern (Replikat) gefertigt werden. Als Vorlage für solche Arbeiten dienen gleichermaßen Museumsstücke, archäologische Ausgrabungsfunde und historische Bilder und Abbildungen. Schriftliche Quellen werden seltener verwendet. Manche Gruppen versuchen für die Dauer der zeitlich beschränkten Veranstaltungen eine möglichst dichte Atmosphäre zu schaffen, die ohne Unterbrechungen aufrechterhalten werden soll. Je nach Epoche kann auch der Ort der Inszenierung variieren: das aus einem Zeltplatz entstandene Indianercamp, die Landschaft um den Limes bis hin zum belebten Museumsdorf.

### Antike und Mittelalter
Als bevorzugte Epochen der historischen Darstellung erwiesen sich bisher die römische Kaiserzeit, die Bronze- und Eisenzeit und das Mittelalter. Während das Frühmittelalter zumeist nur durch Wikingerdarsteller vertreten wird, dürfte das Hochmittelalter die meisten Anhänger haben. Das späte 15. Jahrhundert ist ein weiterer Schwerpunkt, an dem sich die englischen Wurzeln ablesen lassen, da in England die Rosenkriege gerne nachgestellt werden.

### Neuzeit
Die Zeit der Landsknechte wird ebenfalls dargestellt, wie sich einzelne Gruppen auch der Zeit des Dreißigjährigen Krieges widmen. Die Zeit der Koalitions- und Befreiungskriege (sogenannte Napoleonik-Veranstaltungen) sowie das Nachstellen des Amerikanischen Bürgerkrieges sind die späteren dargestellten Epochen, die sich wachsender Beliebtheit erfreuen. Mit dem Thema Bürgerkriege und Kriegsgeschehen befasst sich auch eine große Gruppe der Reenactors, die sich für das Nachstellen historisch verbürgter Kriegshandlungen interessieren. Es gibt zahlreiche Vereine und freie Gruppen, die sich dem Amerikanischen Bürgerkrieg, den europäischen Befreiungskriegen oder dem Zweiten Weltkrieg widmen. Ihre Zahl übersteigt mittlerweile die Zahl der mittelalterlichen Gruppen. Sie nehmen aber einen geringeren Bekanntheitsgrad ein. Das liegt vermutlich daran, dass diese Form nicht in gleichem Maße durch Tourismus und Werbung bekannt gemacht bzw. gefördert wird.

### Nationalsozialismus
Im Gegensatz zum englischsprachigen Raum wird das 20. Jahrhundert im deutschsprachigen Raum weniger dargestellt. Beispielsweise ist die Thematisierung von NS-Organisationen (wie der SS) in Deutschland gesetzlich verboten. Dies ist auch international umstritten und eine Anzahl der mit Living History beschäftigten Gruppen lehnt es prinzipiell ab, sich mit der unseligen Geschichte zu beschäftigen. In diesem Zusammenhang wurde 2007 das WWII Living History Agreement formuliert.

### Vereinzelt rechtsextreme Gruppen
Auch bei der Darstellung germanischer Stämme treten noch immer einzelne Germanen-Gruppen mit rechtsesoterischem Hintergrund auf. Darauf gründet sich der Vorwurf, dass vereinzelt Rechtsextreme dies als Propaganda-Forum nutzen. Einen Hinweis darauf gibt zum Beispiel, wenn die Ausrüstungsgegenstände auffallend häufig das Hakenkreuzsymbol tragen. Der ernst zu nehmende Teil der Living-History-Szene distanziert sich davon, wie man der „Aachener Erklärung“ entnehmen kann, die von der Living-History-Organisation „Rete-Amicorum“ 2008 initiiert wurde. Der Kernpunkt der Erklärung lautet „... Living History (muss) frei sein von jeder politischen, religiösen oder ideologischen Einflußnahme durch die Handelnden selbst oder durch Dritte.“

## Soziologischer Hintergrund
Ein Grund für die seit rund 30 Jahren feststellbare Ausweitung von Geschichtsdarstellungen aller Art in den westlichen Ländern wird im Verschwinden des dort herrschenden nationalen Grundkonsenses gesehen. So werden bisher gültige Normen und Gewissheiten durch intellektuelle Uminterpretationen zu postmodernen Konstruktionen. Diese künstlichen Konstrukte können vielen Menschen kein umfassend tragendes Wertegefüge bieten, da sie aufgrund ihrer Beliebigkeit nicht auf historisch gewachsene, individuelle gesellschaftliche Fundamente aufbauen und damit keine generationenübergreifende kulturelle Sicherheit mehr bieten. Daher suchen viele Menschen heute fernab von intellektuell und staatlich propagierten Weltbildern nach persönlichen Nischen, in denen sie mit Gleichgesinnten zeitlich begrenzte Parallelwelten aufbauen können. Kritiker des Reenactments und ähnlicher Strömungen haben in diesem Zusammenhang von einem Autismus der historischen Szene gesprochen.

## Living History im Museumskontext
Neben einer Form der Freizeitbeschäftigung bezeichnet der Begriff Living History auch eine als „personale Geschichtsinterpretation“ bezeichnete Methode der Museumspädagogik. Dies birgt große Möglichkeiten für umfassende Lernerfahrungen bei den Besuchern von Museen und historischen Stätten, sofern sie wissenschaftlich korrekt betrieben und didaktisch richtig vermittelt wird. Die Anforderungen an eine solche Museumsarbeit sind weitaus strenger und vielgestaltiger als in der Freizeitszene. Anders als in England und Amerika, wo „lebendige Bilder“ in Museen eine lange und ununterbrochene Tradition haben, sind historische Interpretationen in deutschen Museen eine relativ neue Erscheinung. Der finanzielle Mehraufwand und nicht zuletzt die große Verwechslungsgefahr zwischen beiden haben zur Folge, dass in Deutschland die Akzeptanz von Living History im Museum nur langsam wächst. Um die Verwechslungsgefahr einzudämmen, favorisiert Michael Herbert Faber vom LVR-Freilichtmuseum Kommern den Begriff der „Gespielten Geschichte“, um den Unterschied zwischen dem subjektiven „Nachspielen“ von Geschichte und der geschichtlichen Realität in ihrem komplexen historischen Horizont zu verdeutlichen. Neben dem Museum in Kommern wird der Weg einer geprüften musealen Geschichtsdarstellung in Deutschland auch vom Freilichtmuseum am Kiekeberg und vom Fränkischen Freilandmuseum Bad Windsheim beschritten.
Das Museum Wikingerreservat Foteviken in Schweden versucht, möglichst viele Freizeitwikinger aus ganz Europa als Mitglieder zu gewinnen, um auf diese Weise die Seriosität und Authentizität der Darstellung innerhalb und außerhalb des Museums auf ein hohes Niveau zu bringen. Mittlerweile ist das Museum tatsächlich zu dem internationalen Wikingertreffpunkt geworden, der von tausenden Wikingerdarstellern aus 22 Ländern anerkannt wird.
Weitere Beispiele für diese Form der Museumspädagogik finden sich z. B. in den Niederlanden im Archeon und im Historisch Openluchtmuseum Eindhoven, oder in Deutschland im Ukranenland, im Geschichtspark Bärnau-Tachov sowie bei den Erlebnisführungen durch das römische Trier.

## Mediale Living History Projekte (Auswahl)
Auch das Fernsehen bereichert seit einigen Jahren die Living-History-Szene. Vorbild der ersten deutschen Reihen mit dem Thema Zeitreise war die britische Fernsehsendung „Das viktorianische Haus“ (1900 House) von 1999. Diese TV-Produktionen sind Projekte gelebter Geschichte in Form von Doku-Soaps, welche von Wissenschaftlern begleitet wurden. Menschen lebten über mehrere Wochen/Monate wie die Menschen zu einem vorgegebenen historischen Zeitpunkt. Teilweise wurden von Wissenschaftlern aus den Projekten sogar neue Erkenntnisse gewonnen.
| Titel                                            | Ausgestrahlt | Sender                 | Produzent       | Internet Movie Database | Link zur Homepage |
| ------------------------------------------------ | ------------ | ---------------------- | --------------- | ----------------------- | ----------------- |
| Schwarzwaldhaus 1902                             | 2002         | Das Erste              | SWR             | Eintrag bei IMDb        |                   |
| Abenteuer 1900 – Leben im Gutshaus               | 2004         | Das Erste              | Zero Film       | Eintrag bei IMDb        |                   |
| Leben wie zu Gotthelfs Zeiten (Sahlenweidli)     | 2004         | SRF 1                  | SRG             |                         |                   |
| Die harte Schule der Fünfziger                   | 2005         | ZDF                    | Tresor TV       | Eintrag bei IMDb        |                   |
| Das Internat - Schule wie vor 50 Jahren          | 2005         | SRF 1                  | SRG             |                         |                   |
| Abenteuer 1927 – Sommerfrische                   | 2005         | Das Erste              | Zero Film       | Eintrag bei IMDb        |                   |
| Abenteuer Mittelalter – Leben im 15. Jahrhundert | 2005         | ARTE / Das Erste / MDR | DocStation      | Eintrag bei IMDb        |                   |
| Windstärke 8                                     | 2005         | Das Erste / WDR        | Caligari Film   | Eintrag bei IMDb        |                   |
| Die Bräuteschule 1958                            | 2007         | Das Erste              | Lichtblick Film | Eintrag bei IMDb        |                   |
| Steinzeit – Das Experiment                       | 2007         | Das Erste              | SWR             | Eintrag bei IMDb        |                   |
| Pfahlbauer von Pfyn                              | 2007         | SRF 1                  | SRG             |                         |                   |
| Bauen wie 1808                                   | 2008         | NDR                    | NDR             |                         |                   |
| Alpenfestung – Leben im Réduit                   | 2009         | SRF 1                  | SRG             |                         |                   |
| anno 1914 – Die Fabrik                           | 2014         | SRF 1                  | SRG             |                         |                   |
| Im Schatten der Burg - Leben vor 500 Jahren      | 2017         | SRF 1                  | SRG             |                         |                   |

## Kritik und Qualitätssicherung
Archäologen und Historiker stehen dem „belebten Interesse“ an Geschichte oft zwiespältig gegenüber. Einerseits füllt es die Museen, Museumsdörfer und Ausstellungen. Andererseits ist diese Form populärer Geschichtsvermittlung nicht selten grob falsch. Von den Gruppierungen, die um möglichst große Authentizität bemüht sind, wird daher seit einiger Zeit die Machbarkeit sowie das Für und Wider eines „Qualitäts-Zertifikates“ diskutiert.
Aufgrund der Auftritte der deutsch-polnischen Reenactment-Gruppe Ulfhednar kam es zu einer Kontroverse in der Archäologie. Die Gruppe hat nach 2000 das Bild der Frühgeschichte in den deutschen und internationalen Medien wesentlich mitgeprägt und wurde dabei auch von wesentlichen frühgeschichtlichen Institutionen unterstützt. Unter anderem unter dem programmatischen Titel Unter dem Häkelkreuz, Germanische Living History und rechte Affekte wurde die Kritik am häufigen Engagement der Gruppe bei und durch archäologischen Museen und Institutionen laut.

## Bilder

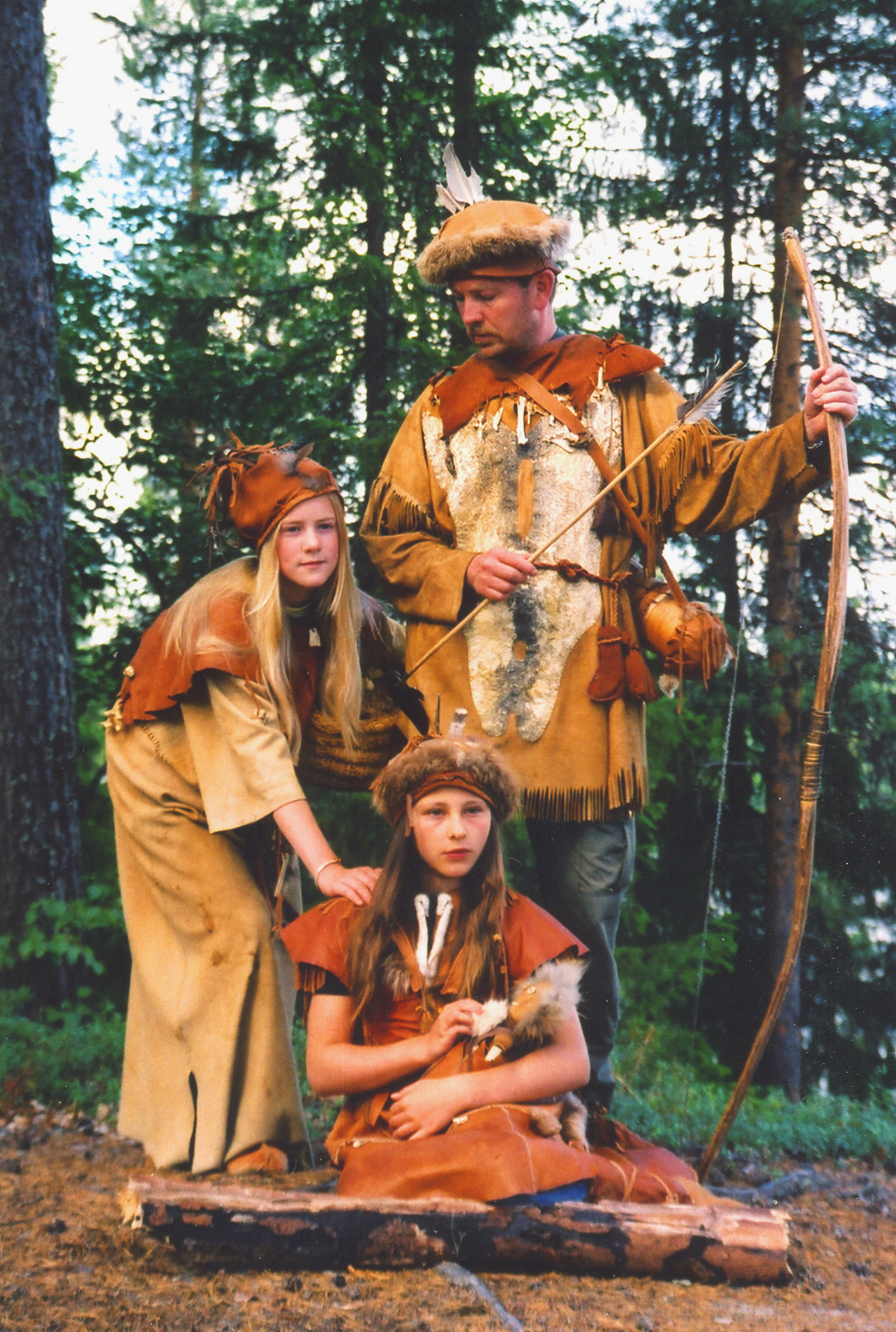
Steinzeit zum Anfassen im Museum „Vuollerim 6000 år“, Nordschweden
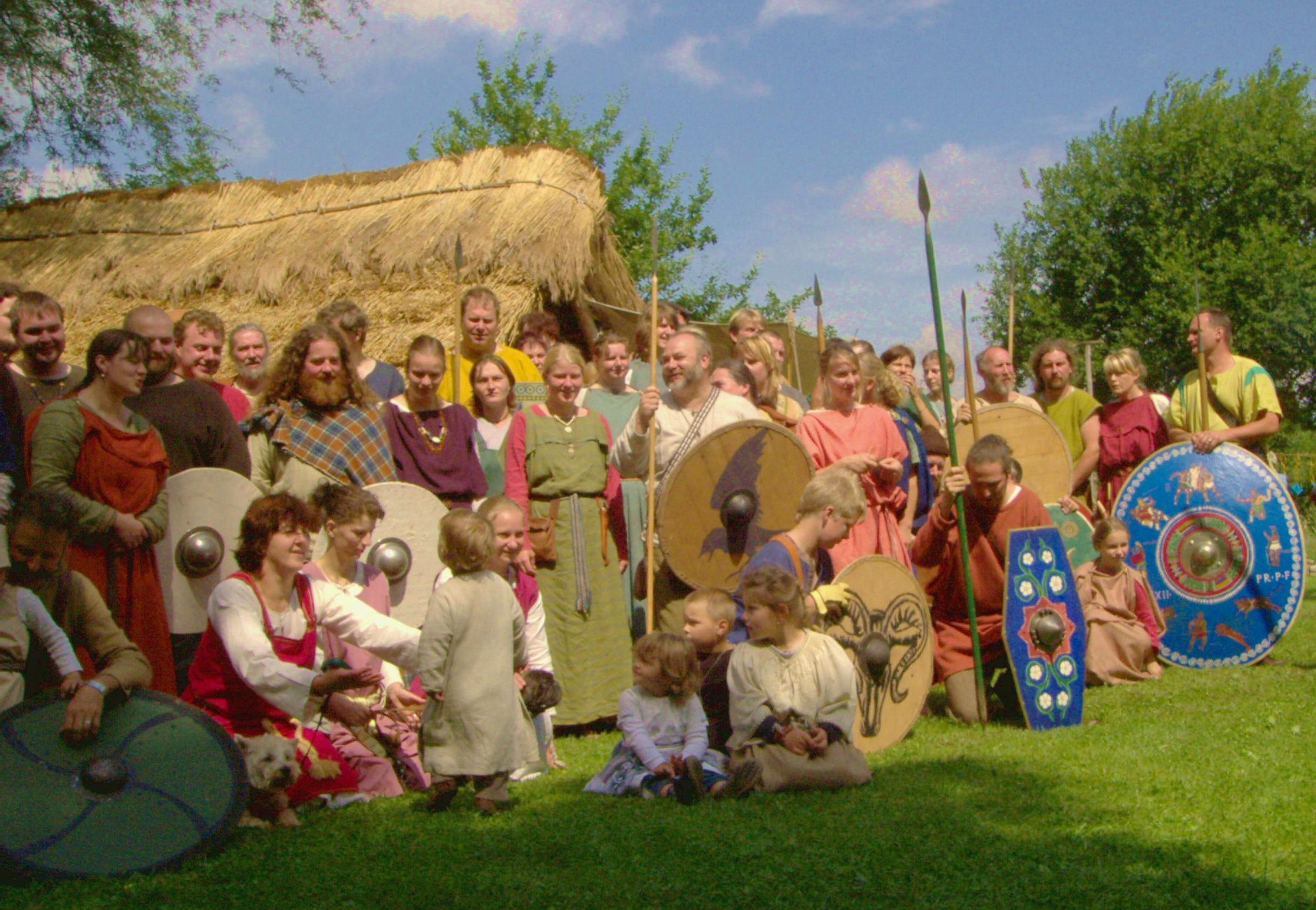
Germanen beim Römerfest im Opfermoor (Niederdorla)
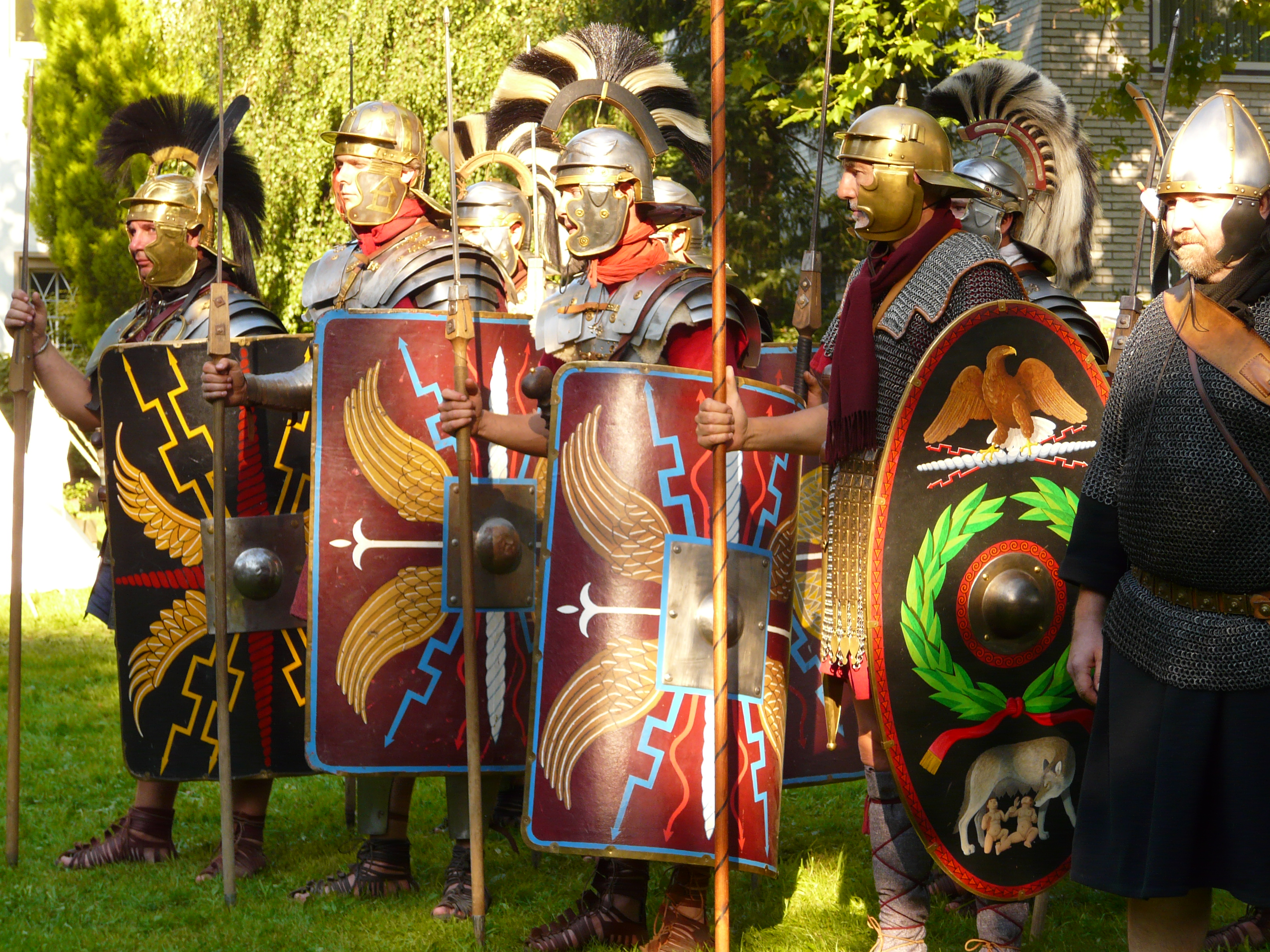
Römergruppe aus der Eifel
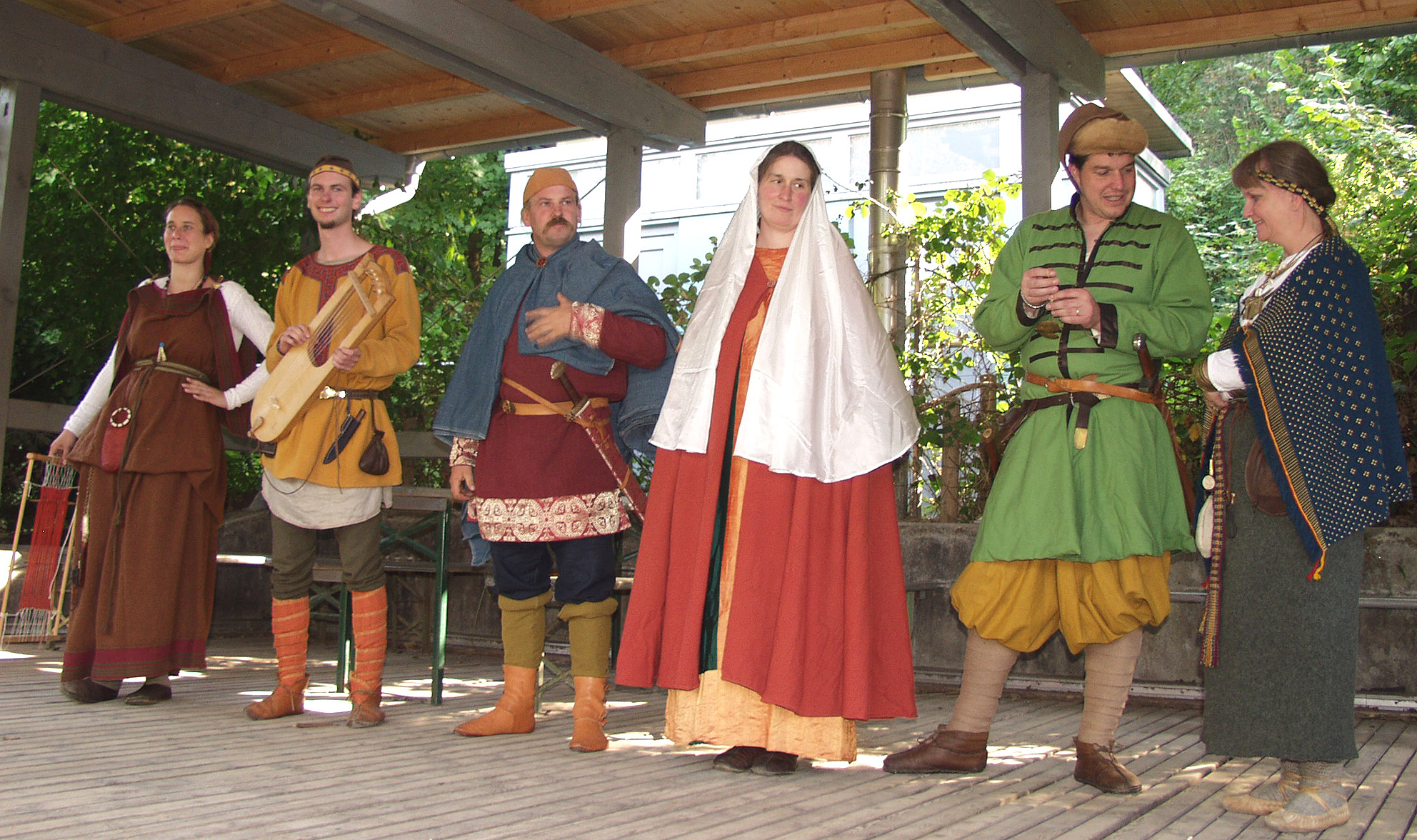
Frühmittelalter-Modenschau im Museum Oerlinghausen
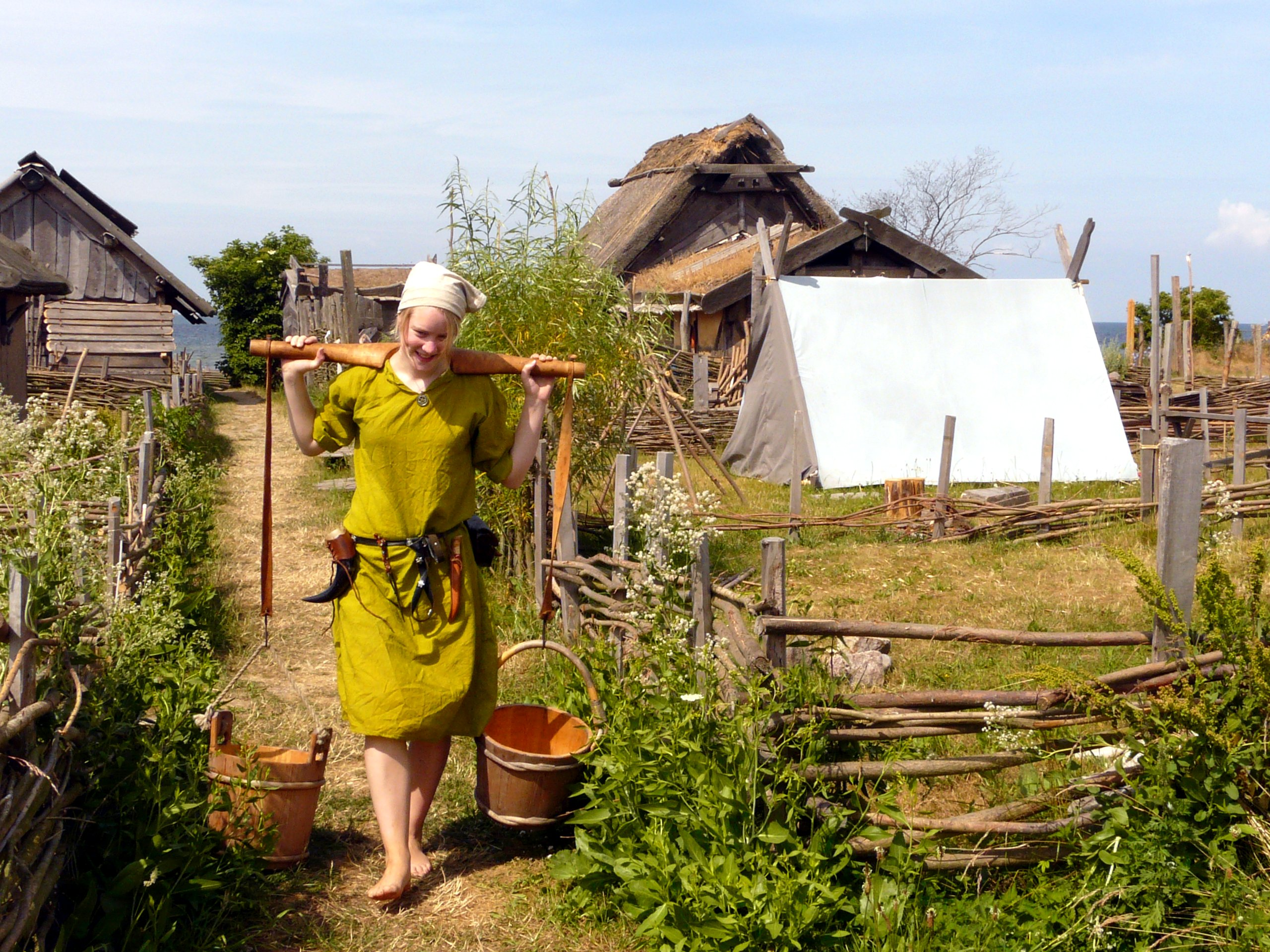
Wikingerleben in allen Facetten im Wikingermuseum Foteviken, Südschweden
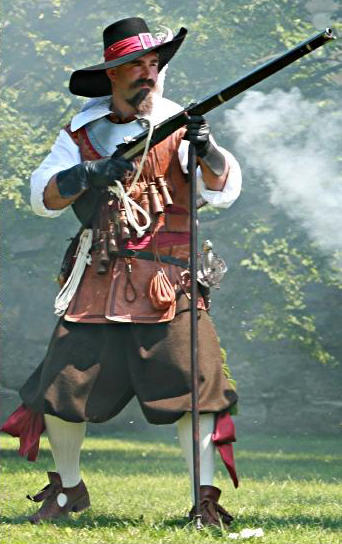
Ein Darsteller mimt den jungen Jan van Werth, Dreißigjähriger Krieg
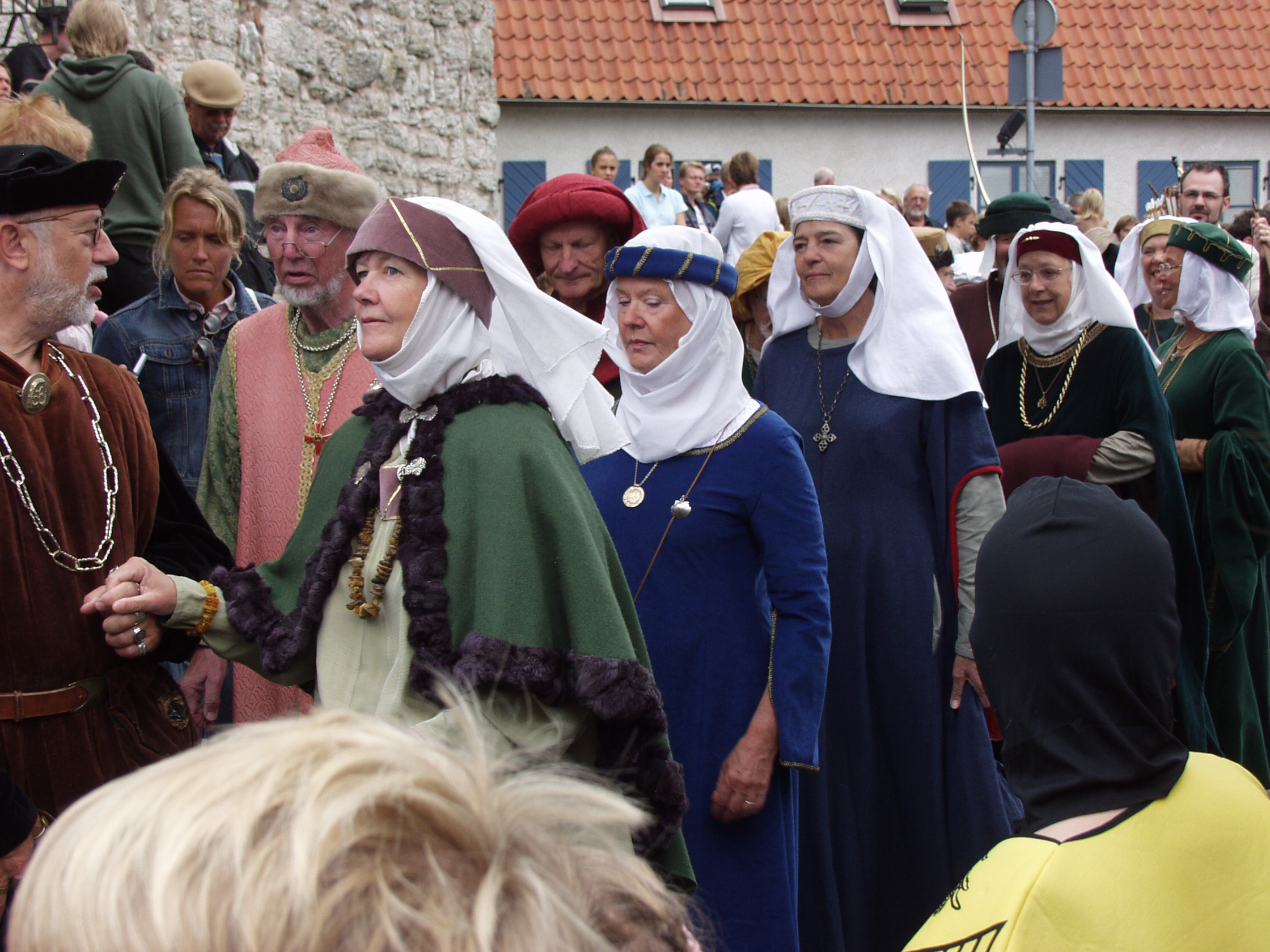
Living History als Passion der Einwohner von Visby bei der alljährlichen Medeltidsveckan
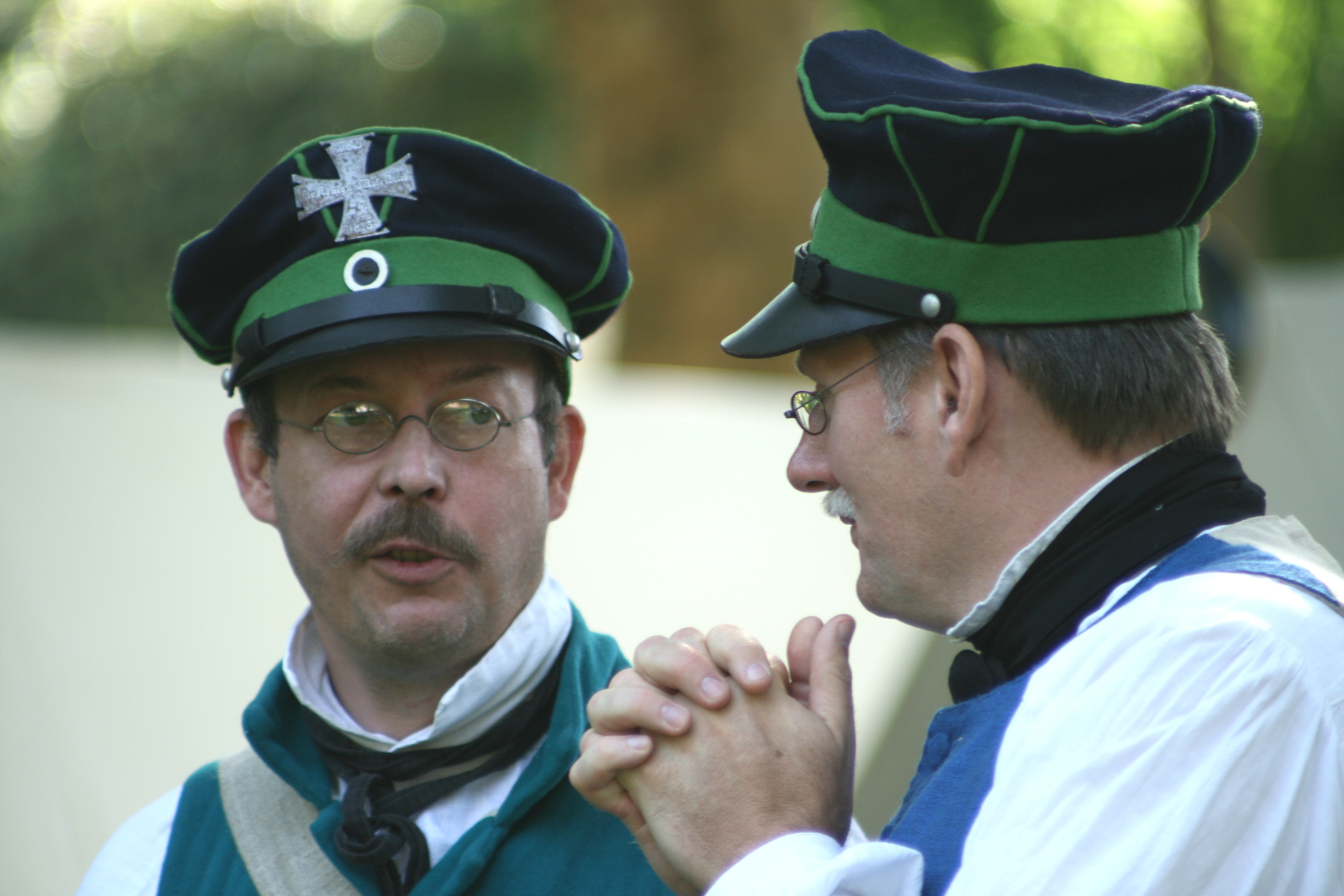
Darsteller der Befreiungskriege
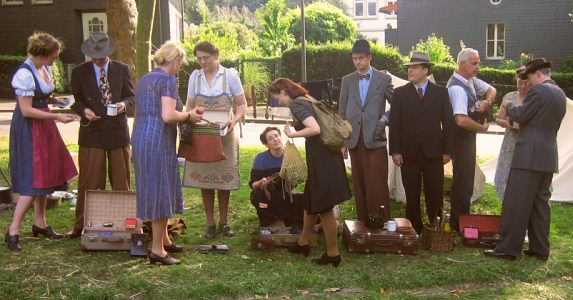
Nachkriegszeit in lebendigen Bildern